# 멘트 투 비

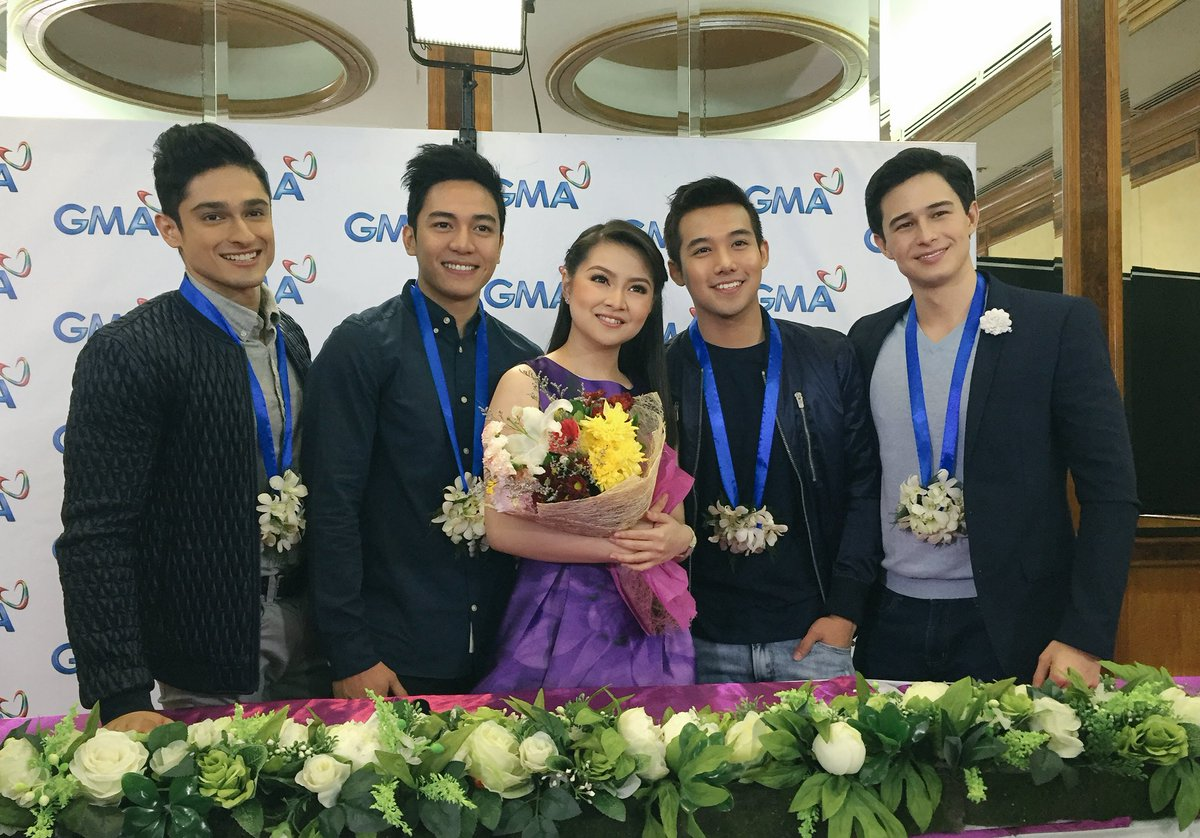

《멘트 투 비》(스페인어: Meant to Be)는 2017년부터 방영된 필리핀의 드라마이다.